# Adolfo Ángel Alba
Adolfo Ángel Alba  (1 de septiembre de 1963, Fresnillo, Zacatecas, México) es un músico, compositor y productor musical mexicano conocido por ser tecladista, director, compositor, segunda voz del grupo Los Temerarios. También conocido por los seguidores del grupo como "El caña brava" y "El Temerario mayor".

## Biografía
Adolfo Ángel Alba nació el 1 de septiembre de 1963 y creció en Fresnillo, Zacatecas, junto a sus padres Julio Ángel y Delfina Alba y sus cuatro hermanos. Siendo aún un adolescente, Adolfo decide formar la agrupación musical Conjunto "La Brisa". Gustavo Ángel, su hermano menor, se une al grupo como vocalista y juntos se dan a conocer, ganándose el gusto del público.
Un par de años más tarde deciden adoptar por nombre Los Temerarios, teniendo como miembros fundadores a Adolfo Ángel (teclados y director) y Gustavo Ángel (guitarra y segunda voz), Samuel Guzmán Magdaleno "Sammy Guzman" (batería , compositor y primera voz), Fernando Ángel en el bajo eléctrico. Posteriormente Sammy sale del grupo quedando Gustavo como primera voz. Posteriormente desde ese momento y a lo largo de sus más de 30 años de exitosa carrera artística han logrado vender alrededor de 45 millones de discos a nivel mundial, convirtiéndose en uno de los grupos con más copias vendidas en la historia de la música mexicana, certificando discos de oro y platino.
De la mano de Los Temerarios, la música de Adolfo Ángel fundador, líder, músico, segunda voz, productor, arreglista, director musical y compositor de la mayoría de los temas interpretados por el grupo ha llegado a millones de personas a través de escenarios como el Estadio Azteca y el Auditorio Nacional, entre otros.
Después de 40 años de actividad ininterrumpida de Los Temerarios, Adolfo Ángel consolida al autor con temas que han trascendido como Te quiero, Mi vida eres tú, La mujer de los dos, Tu última canción y Te hice mal canciones que continúan vigentes en el gusto de la gente, por lo que agradecido comenta: “Llevamos años caminando hacia la misma meta que desde niños visualizamos; a la que no es más importante llegar sino ir caminando pues lo que más hemos disfrutado es, sin duda, el trayecto”.

## Reconocimientos
- Fue el otorgado reconocimiento por el gobierno de Zacatecas, entidad que los vio nacer, a Gustavo también conocido como El ángel de la banda y Adolfo el Temerario mayor, el nombramiento de Ciudadano Distinguido por la labor de difusión de su música y su estado alrededor del mundo. 
- En 2015 la SACM otorga a Adolfo el reconocimiento Trayectoria, por sus 25 Años en la composición.

## Filmografía
- 1991: Lola La Trailera III - Los Temerarios
- 1993: Sueño y Realidad - Adolfo Ángel
- 1996: La Mujer De Los Dos - Adolfo Ángel